# الساندرو بازونی
الساندرو بازونی (انگلیسی: Alessandro Bazzoni؛ زادهٔ ۱۳ ژوئیهٔ ۱۹۳۱) بازیکن فوتبال اهل ایتالیا است.
از باشگاه‌هایی که در آن بازی کرده‌است می‌توان به باشگاه فوتبال پادوا، باشگاه فوتبال اسپتزیا، و باشگاه فوتبال ویچنزا اشاره کرد.